# Veronika Gut
Veronika Gut, född 6 maj 1757 i Stans, död där 28 april 1829, var en schweizisk hjältinna, känd som en ledare inom den schweiziska motståndsrörelsen mot den franska ockupationen under den helvetiska republiken (1798–1803).
Hon var gift med en konservativ bonde i Nidwalden. Den konservativa rebellrörelsen mot den franska marionettregimen samlades under hennes ledning i hennes hem. 
Veronika Gut har blivit föremål för forskning, böcker, en pjäs och moderna genusstudier. En gata, en stiftelse och en station har fått sitt namn efter henne. 